# Passa Sartana... È l'ombra della Tua Morte
Passa Sartana... È l'ombra della Tua Morte (br: Sartana, a sombra da morte) é uma produção cinematográfica italiana do subgênero Western Spaghetti, de 1969, dirigida por Demofilo Fidani, creditado como Sean O'Neal. É um dos filmes não-oficiais estrelados pelo fictício pistoleiro.

## Enredo
Sartana (Jeff Cameron), um bandido com a cabeça a prêmio, é chamado pelo juiz de uma pequena cidade do Texas. O jurisconsulto e mais dois assistentes o contratam para libertar o território de alguns bandidos perigosos, especialmente do bando de Randall. Em troca, o pistoleiro ficaria com seu nome limpo e o prêmio por sua cabeça suspenso. Sartana inicia os trabalhos pelo xerife Logan (Dino Strano), que, anos antes, o tinha acusado, injustamente, de roubo de cavalos. Assim, Sartana o mata em um duelo, para, em seguida, enfrentar todo o bando, eliminando um a um. No final, ele luta com Randall (Dennis Colt), que morre acidentalmente (por sua própria arma) durante a briga, conseguindo, portanto, a anistia.

## Elenco
- Jeff Cameron - Sartana
- Amerigo Castrighella - Randall henchman
- Benito Pacifico - Burt Randall
- Demofilo Fidani - Major
- Dino Strano - Xerife Logan
- Elisabetta Fanti - Britt
- Luciano Conti - Randall Henchman